# Kalyan-Dombivli
Kalyan-Dombivli es una ciudad y municipio situada en el distrito de Thane en el estado de Maharashtra (India). Su población es de 1247327 habitantes (2011). Se encuentra a 3 km de Ulhasnagar y a 47 km de Bombay, de cuya área metropolitana forma parte.

## Demografía
Según el censo de 2011 la población de Kalyan-Dombivli era de 1247327 habitantes, de los cuales 649626 eran hombres y 597701 eran mujeres. Kalyan-Dombivli tiene una tasa media de alfabetización del 91,37%, superior a la media estatal del 82,34%: la alfabetización masculina es del 93,73%, y la alfabetización femenina del 88,81%.